# Vijayanandsuri
Vijayanandasuri (1837-1896) est un moine ascète de la tradition shvetambara du jaïnisme. Il est un des rares de l'époque contemporaine à avoir reçu le titre d'Acharya. Il est né à Lahara au Pundjab d'une famille de la caste des kshatriyas. Il a été initié deux fois au jaïnisme, du fait que le premier moine professeur qu'il a eu, était quelque peu ignorant. Néanmoins à la suite d'une invitation à Chicago pour un congrès sur les religions, en 1893, il a écrit un livre pour résumer le jaïnisme. Il a aussi converti de nombreux humains, et ravivé la tradition initiale, plus complète, pour les croyants qui devenaient moines. Il a également répandu le culte de la foi à travers les images religieuses, et, la construction de temples.